# (866) Fatme
(866) Fatme es un asteroide perteneciente al cinturón de asteroides descubierto el 25 de febrero de 1917 por Maximilian Franz Wolf desde el observatorio de Heidelberg-Königstuhl, Alemania.
Está nombrado por Fatme, un personaje de la ópera Abu Hassan del compositor alemán Carl Maria von Weber (1786-1826).